# Marktkreuz (Aberlady)

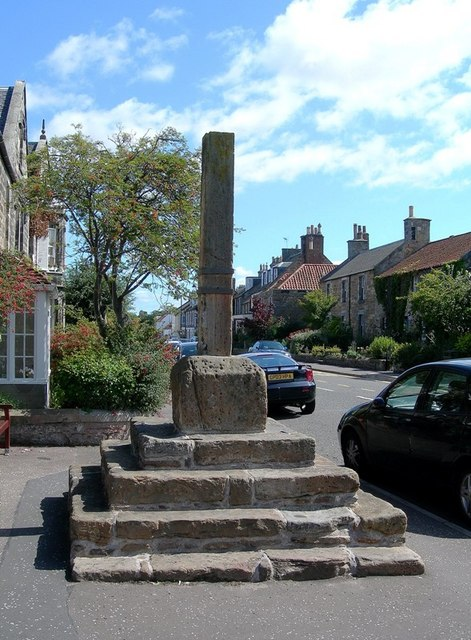
Marktkreuz von Aberlady

Das Marktkreuz von Aberlady ist ein Marktkreuz in der schottischen Ortschaft Aberlady in der Council Area East Lothian. 1971 wurde das Bauwerk in die schottischen Denkmallisten in der höchsten Kategorie A aufgenommen. Des Weiteren war es als Scheduled Monument klassifiziert. Dieser Status wurde jedoch 2016 aufgehoben.

## Beschreibung
Das Bauwerk befindet sich an der High Street (A198), der Hauptverkehrsstraße der Ortschaft, im Zentrum von Aberlady. Es stammt aus dem 18. Jahrhundert, wobei der Schaft später erneuert wurde. Das Marktkreuz ruht auf einem sich stufenweise verjüngenden Fundament mit quadratischem Grundriss. Dieses besteht aus vier Stufen von insgesamt 1,12 m Höhe, von denen die unterste eine Diagonale von 2,46 m aufweist. Auf dem Fundament sitzt ein quaderförmiger Sockel mit einer Kantenlänge von 69 cm und einer Höhe von 58 cm. Von diesem ragt ein Schaft mit quadratischem Grundriss mit einer Diagonale von 25 cm bei einer Höhe von 1,83 m auf.